# Смертоносная автономная система вооружений

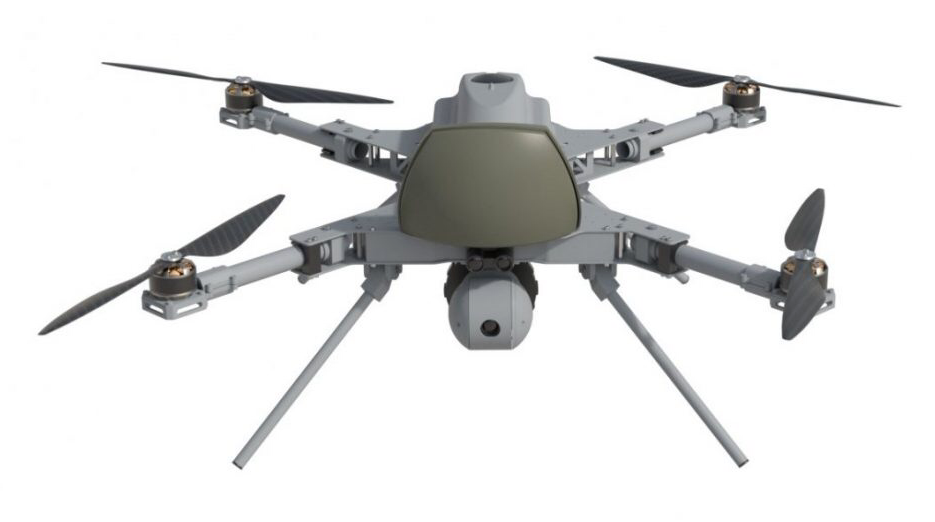
Оснащённый системой искусственного интеллекта турецкий боевой дрон-камикадзе Kargu производства компании STM.

Смертоносные автономные системы вооружений или Смертоносные автономные роботизированные системы (САС, реже используется термин «боевые автономные роботизированные системы», БАРС; в публицистическом дискурсе — автономные боевые роботы, «роботы-убийцы») — системы вооружений, способные, после приведения их в действие, выбирать и поражать цели без последующего вмешательства оператора.
Автономность является ключевым и принципиальным отличительным признаком САС, потому следует проводить чёткое различие между ними и другими современными высокотехнологичными видами вооружений, также использующими элементы автоматизации и компьютеризации. В частности, широко используемые в современных вооружённых конфликтах беспилотные летательные аппараты, ракетное оружие, оснащённое системами самонаведения и другие аналогичные виды вооружений не являются автономными, поскольку в их случае решение о выборе и поражении цели всегда остаётся за человеком. В этом смысле, некоторые эксперты считают возможный переход к использованию САС «третьей революцией» в средствах ведения войны, сравнимой с изобретением пороха и ядерного оружия.

## Действующие образцы
Принято считать, что как вид вооружений САС пока не существуют. Между тем, прототипы и действующие образцы автономных боевых роботов давно используются в армиях многих государств мира. Эксперты указывают на по меньшей мере несколько действующих и перспективных систем оружия, полностью отвечающих характеристикам автономности САС: разработанный южнокорейской компанией наземный стационарный робот SGR-A1; израильская разработка «Гарпия» («Harpy») — беспилотный летательный аппарат, предназначенный для обнаружения и уничтожения средств ПВО противника; американская разработка «Морской охотник» («Sea Hunter») — беспилотный надводный корабль, предназначенный для борьбы с подводными лодками противника и беспилотный стелс-самолёт «Нейрон» («nEUROn»), разрабатываемый французской компанией Dassault Aviation.

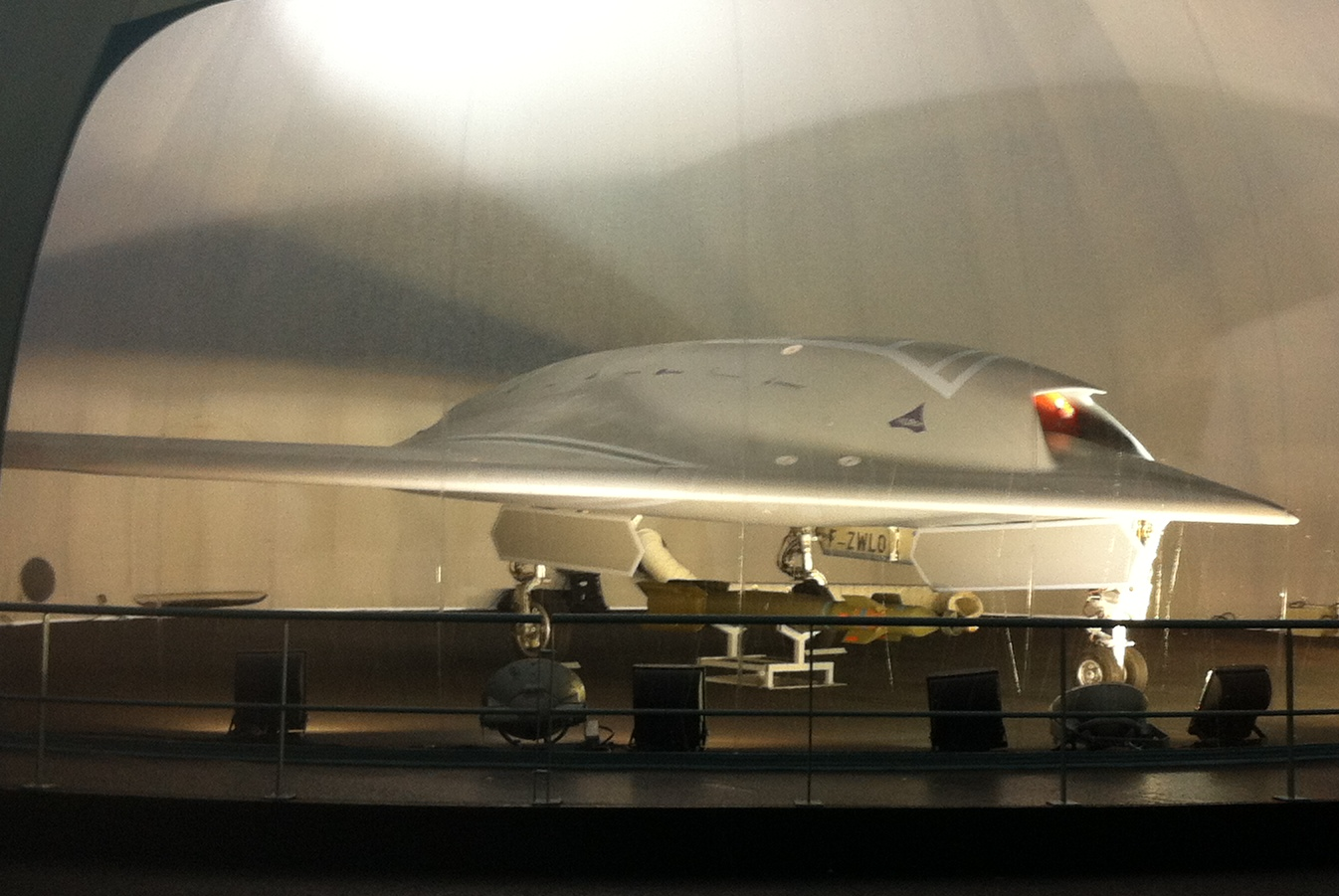
Прототип беспилотного самолёта «Нейрон» компании Dassault Aviation на Парижском авиасалоне в 2013 г.

На самом деле действующих образцов САС, вероятно, существенно больше, так как разработчики далеко не всегда публикуют полную информацию о тактико-технических и боевых характеристиках своих систем. Более того, весной 2021 года мировые СМИ сообщили об инциденте в Ливии, который может стать первым документально зафиксированным случаем применения летальной силы в отношении человека со стороны находящегося в автономном режиме боевого дрона. (Речь идёт о случае боевого применения САС «STM Каргу-2» турецкого производства, который произошёл ещё в марте 2020 года, однако получил широкую известность лишь после того, как инцидент был описан в докладе Группы экспертов Совета Безопасности ООН по Ливии.)
В одном из своих выступлений в мае 2021 года Министр обороны Российской Федерации упомянул о начале производства в России боевых роботов, способных «самостоятельно воевать на поле боя».

## САС и международное гуманитарное право
Существующие правила и нормы международного гуманитарного права (МГП) не содержат конкретных положений, касающихся автономных систем вооружения. В то же время, нормы МГП требуют, что государства, разрабатывающие, приобретающие или принимающие на вооружение новые виды оружия, предварительно обязаны убедиться в том, что применение такого оружия не запрещено международным правом. На практике это означает, что САС должны уметь отличить комбатантов от гражданских лиц, проводить различие между активными участниками военных действий (из числа как комбатантов, так и гражданских лиц, сотрудников правоохранительных органов и пр.) и раненными, сдающимися в плен, и т. п. Разрабатываемые и принимаемые на вооружение автономные системы оружия должны соблюдать принципы соразмерности применения силы, чёткого разграничения между военными и невоенными объектами, минимизации жертв среди гражданского население при нанесении ударов по военным объектам и другие правила МГП.

## Обсуждение проблемы на международном уровне
Проблема САС находится в международном переговорном поле с 2013 года после того, как Специальный докладчик ООН по вопросу о внесудебных казнях, казнях без надлежащего судебного разбирательства или произвольных казнях представил Совету ООН по правам человека доклад по этому вопросу. В документе выражались опасения относительно того, в какой мере использование САС может быть совместимо с необходимостью соблюдения норм международного гуманитарного права и права в области прав человека. В нём содержалась рекомендация государствам ввести национальные моратории на разработку смертоносных автономных систем и предлагалось учредить группу высокого уровня по данному вопросу для разработки политики для международного сообщества в отношении САС.
По рассмотрении доклада К. Хейнса в Совете по правам человека было решено, что в дальнейшем обсуждение проблемы смертоносных автономных систем продолжится в рамках переговорного механизма Конвенции о запрещении или ограничении применения конкретных видов обычного оружия, которые могут считаться наносящими чрезмерные повреждения или имеющими неизбирательное действие (Конвенция о «негуманном» оружии, КНО).
На Пятой обзорной конференции стран-участниц КНО (Женева, 12—16 декабря 2016 г.) было решено учредить Группу правительственных экспертов открытого состава (ГПЭ) государств-участников Конвенции о «негуманном» оружии по проблематике САС. В повестку дня включены такие вопросы, как параметры смертоносных автономных систем, САС и человеческий фактор, потенциальные возможности военного применения САС, варианты противодействия вызовам международной безопасности в контексте возможного применения САС и другие.
В ходе первых встреч Группы правительственных экспертов по САС в 2017—2018 гг. были рассмотрены указанные вопросы, в том числе их военно-технический, правовой, морально-этический и политический аспекты. По итогам обсуждений был принят консенсусный доклад, в котором закреплены основные общие понимания и руководящие принципы в области САС. В марте и августе 2019 г. состоялись очередные заседания Группы, в ходе которых консенсусом были одобрены 11 руководящих принципов в отношении САС.